# Микаела Шифрин
Микаела Шифрин (на английски: Mikaela Shiffrin) е американска скиорка от еврейски произход по алпийски дисциплини.
Тя е олимпийска шампионка в Сочи 2014 в слалома, световна шампионка в същата дисциплина от световното първенство в Шладминг през 2013 и носителка на Световната купа в слалома за сезоните 2012/13 и 2013/14 г. Състезава се в дисциплините слалом и гигантски слалом. Има девет победи и общо 17 класирания на подиума за Световната купа.

## Кариера
Шифрин е родена на 13 март 1995 г. във Вейл, Колорадо, САЩ. Дебютира в състезание за Световната купа на 11 ноември 2011 г., където не успява да се класира в гигантския слалом в Спиндлерув Млин, Чехия. На 27 ноември 2011 г. завършва осма в слалома в Аспен, САЩ. На 29 ноември 2011 г. за първи път се качва на подиума, заемайки третото място на слалома в Лиенц, Австрия.
Първата си победа за Световната купа печели на 20 декември 2012 г. в слалома Оре, Швеция. През този сезон печели и слаломите в Загреб, Флахау и Ленцерхайде. С 688 точки печели малкия кристален глобус в слалома за сезона. Печели и световната титла в слалома от световното първенство в Шладминг през 2013 г.
През сезон 2013/14 печели слаломите в Леви, Бормио, Флахау, Оре и Ленцерхайде. Класира се два пъти на подиума в гигантски слаломи.
На Зимните олимпийски игри в Сочи печели златен медал в слалома, ставайки най-младата олимпийска шампионка в дисциплината (на 18 години и 345 дни) и завършва на пето място в гигантския слалом.